# Idaea consolidata
Idaea consolidata là một loài bướm đêm trong họ Geometridae.